# Ponte levatoio sul fiume Chikugo

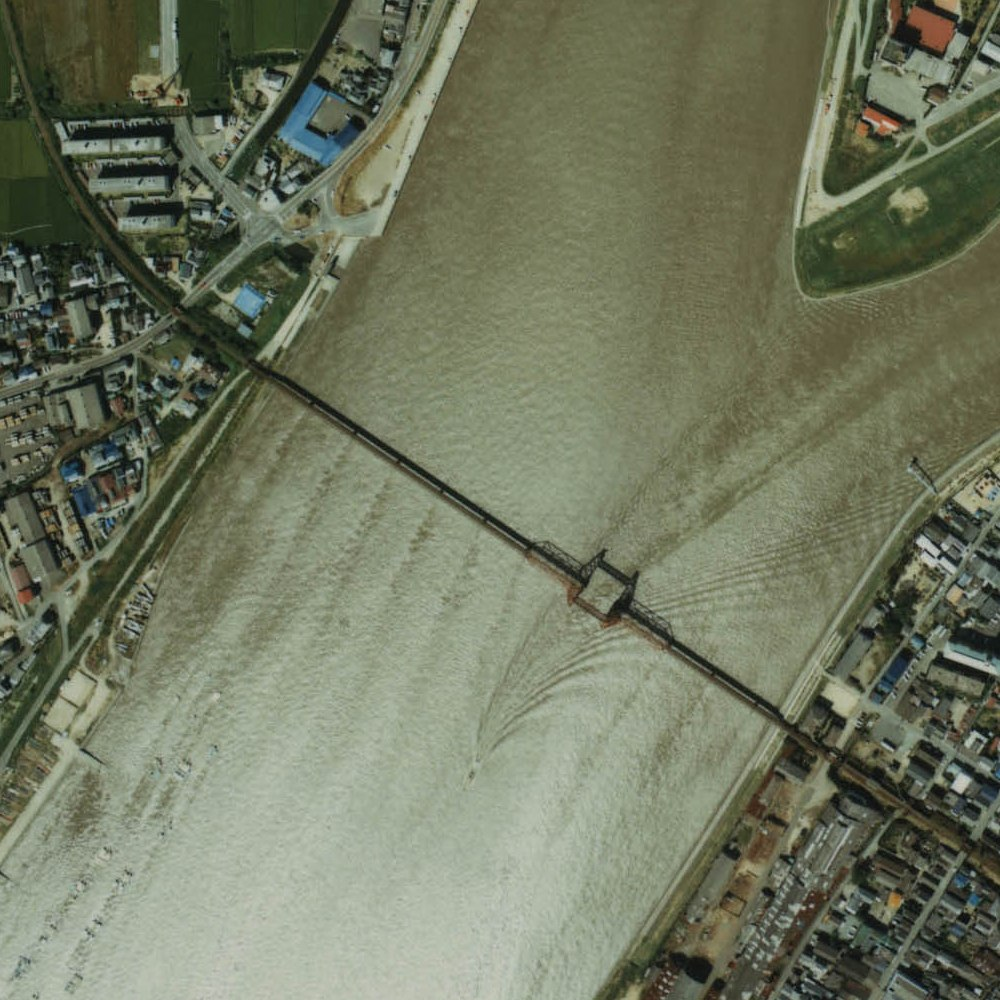
Veduta aerea del ponte

Il ponte levatoio sul fiume Chikugo  è un ponte levatoio verticale ed è l'unico ponte ferroviario in Kyūshū, Giappone. È stato completato nel 1935. Il ponte ha una lunghezza totale di 500,2 metri e un'altezza di 23 metri.
La costruzione della linea ferroviaria che attraversa il ponte è terminata nel 1987 e nello stesso anno è stato chiuso al traffico. Ma nel 1996 è stato riaperto al traffico e, in risposta alle richieste del pubblico, è stato aperto anche ai pedoni.
Un modello in miniatura di precisione del ponte, descrivente la sua struttura, è stata esposta presso l'Esposizione internazionale delle arti e delle tecniche (1937). Oggi questo modello è in mostra presso il Museo ferroviario di Saitama.

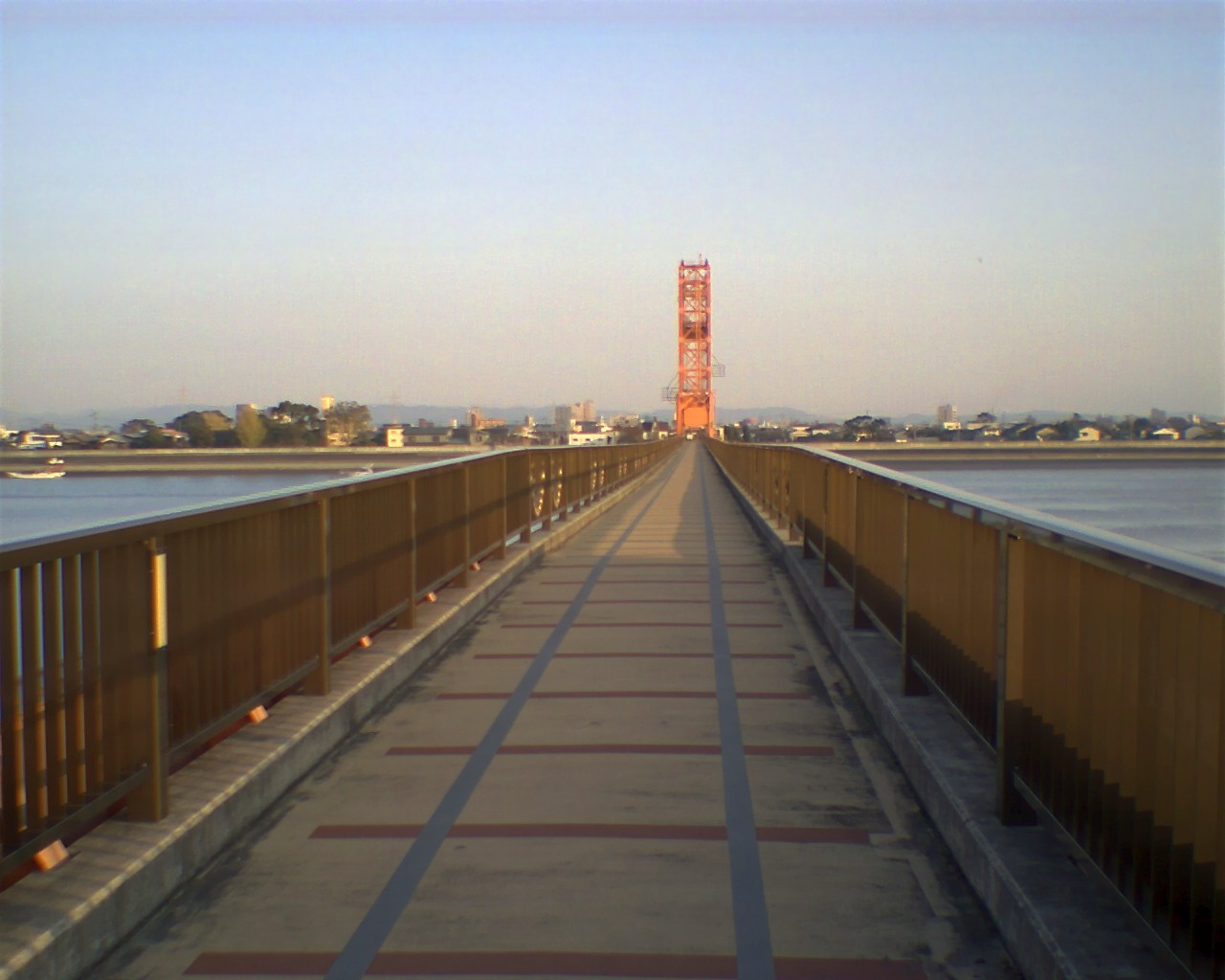
Il ponte visto dalla riva di Morodomi.

Il ponte è stato definito uno dei più importanti beni culturali del Giappone nel 2003 e nel 2007 è stato incluso nel Patrimonio di ingegneria meccanica giapponese.